# 東大新駅
東大新駅（トンデシンえき）は、大韓民国釜山広域市西区にある釜山交通公社1号線の駅である。駅番号は108。

## 駅構造
相対式ホーム2面2線の地下駅。スクリーンタイプのホームドアが設置されている。出入口は8箇所に設けられている。

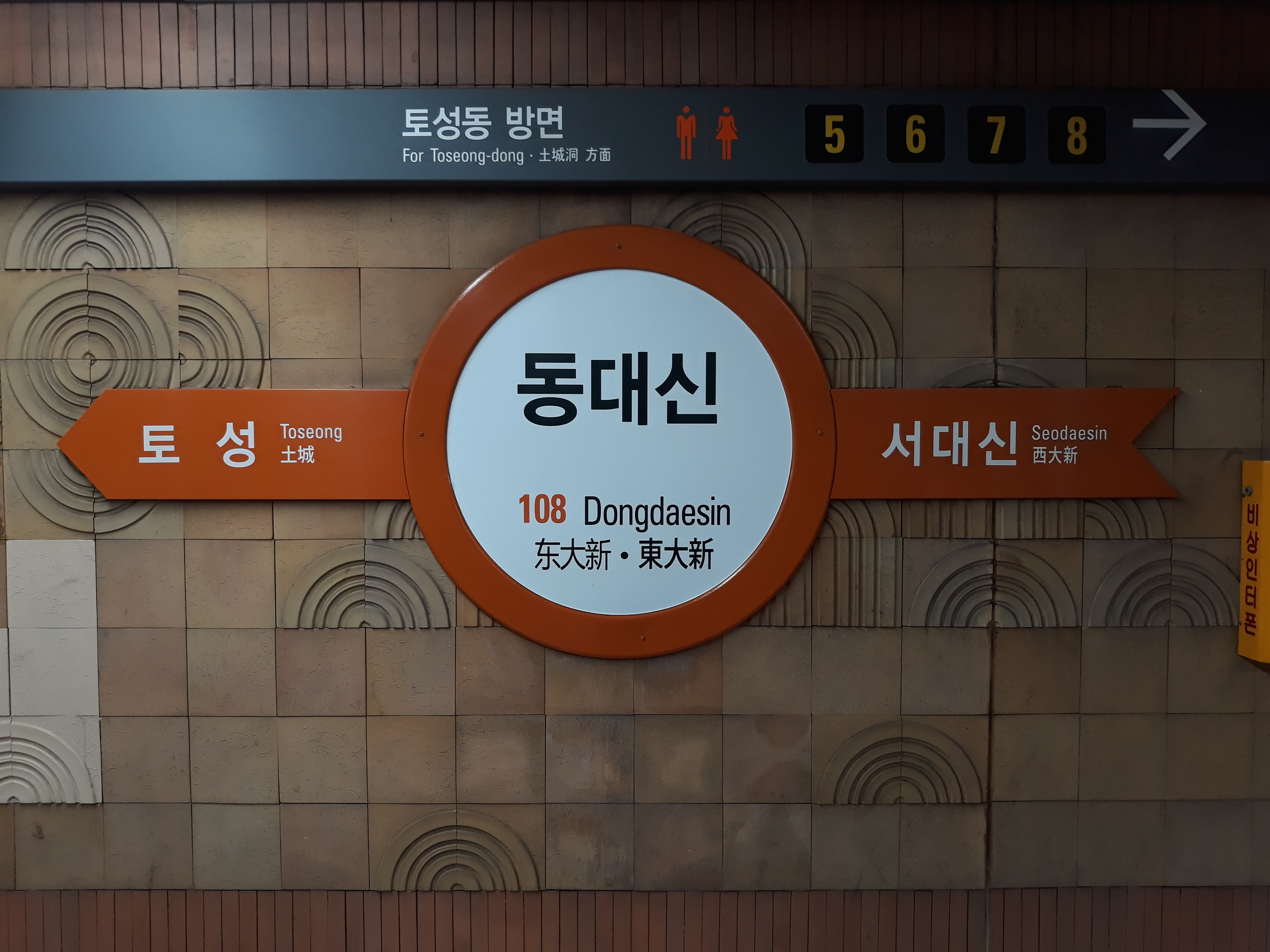
駅名標

### のりば
| 上り | 1号線 | 多大浦海水浴場方面 |
| 下り | 1号線 | 老圃方面           |

## 歴史
- 1990年2月28日 - 1号線西大新洞 - 中央洞間延伸に伴い東大新洞駅として開業。
- 2010年2月24日 - 東大新駅に改称。

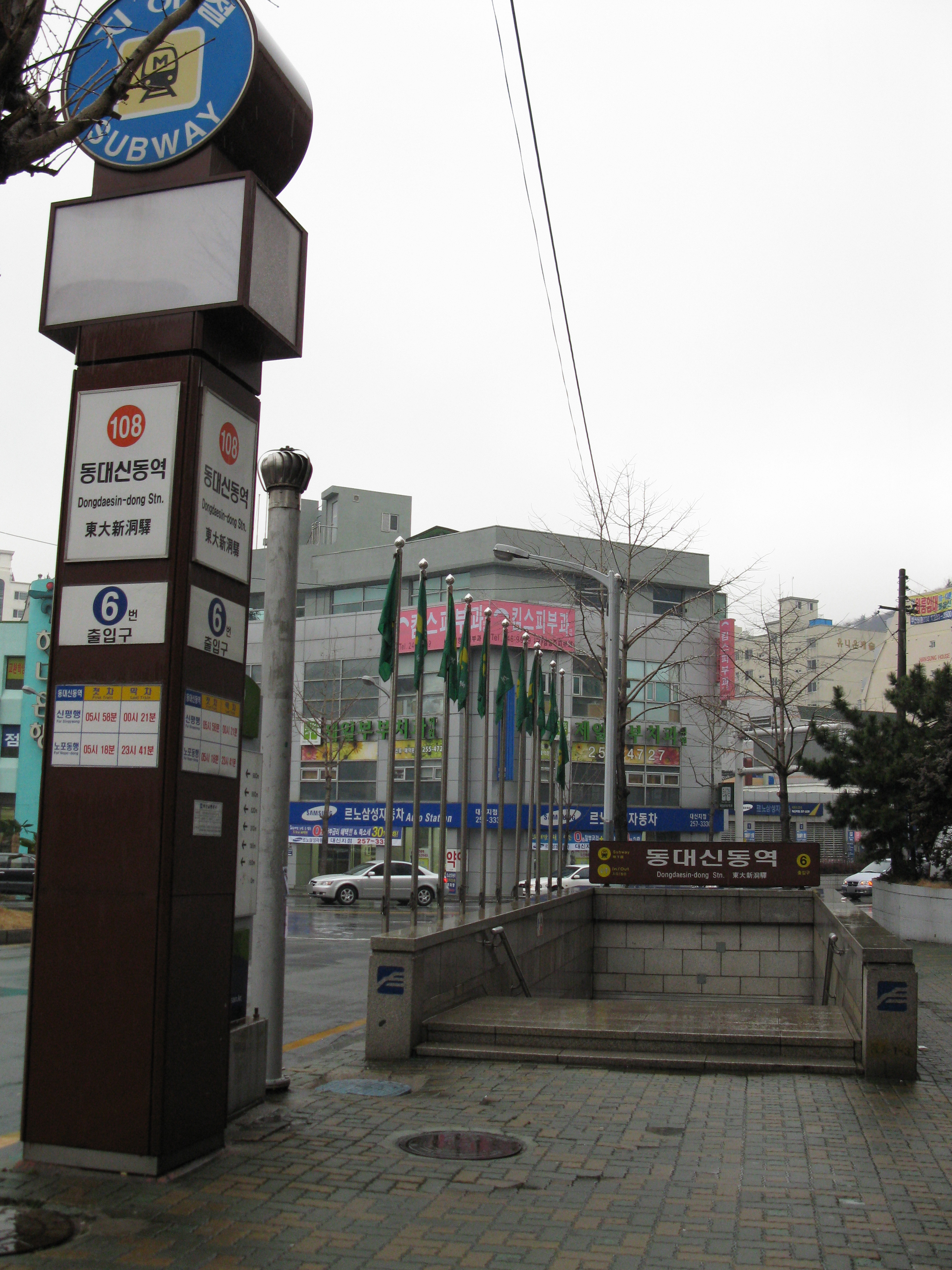
改称前の6番出入口（2009年2月）
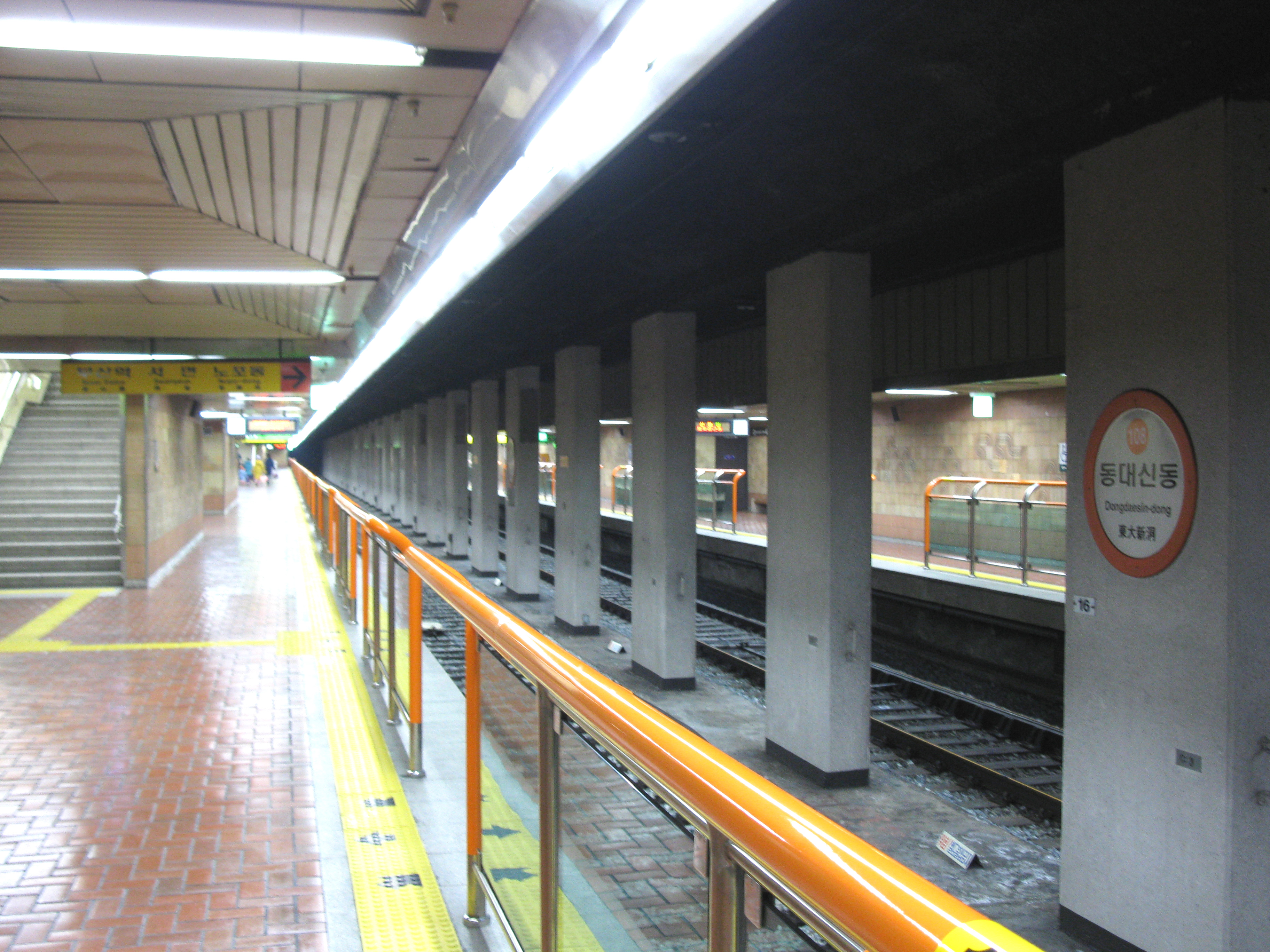
改称前のホーム（2009年2月）

## 駅周辺
- 西区保健所
- 釜山西部警察署九徳地区隊
- 富民初等学校
- 花郎初等学校
- 大新女子中学校
- 慶南高等学校
- 釜山西女子高等学校
- 西大新郵便局
- 九徳総合運動場
  - 九徳野球場
- ホームプラス エクスプレス 西大新店
- 釜山銀行

## 隣の駅
釜山交通公社
 1号線
西大新駅 (107) - 東大新駅 (108) - 土城駅 (109)